# Morpho decellei
Morpho decellei är en fjärilsart som beskrevs av Le Moult 1926. Morpho decellei ingår i släktet Morpho och familjen praktfjärilar. Inga underarter finns listade i Catalogue of Life.